# Алексеев, Андрей Юрьевич
Андре́й Ю́рьевич Алексе́ев (род. 16 августа 1955, Ленинград) — советский и российский археолог, доктор исторических наук, заведующий Отделом археологии Восточной Европы и Сибири Государственного Эрмитажа, специалист по скифской археологии.

## Биография
Андрей Юрьевич Алексеев родился в Ленинграде в 1955 году. В 1972 году, окончив школу с углубленным изучением английского языка, поступил на исторический факультет ЛГУ. В 1977 году с отличием закончил университет. Специализировался по кафедре археологии, ещё в студенческие годы избрал основным предметом исследования скифскую археологию. По рекомендации Л. С. Клейна поступил в аспирантуру при Гос. Эрмитаже, где его научным руководителем стал директор Эрмитажа, академик Б. Б. Пиотровский. Кандидатская диссертация «Чертомлыкский курган и его место среди погребений скифской знати IV—III вв. до н. э.» была защищена в 1982 году в ЛГУ. Оппонентами на защите были — А. И. Мелюкова (Москва) и А. Н. Щеглов (Ленинград), ведущей организацией — Институтом археологии АН УССР.
Принимал участие в экспедициях под руководством Л. С. Клейна, И. С. Каменецкого, А. Н. Щеглова, Б. Н. Мозолевского, В. А. Сафронова, Г. И. Смирновой, изучавших скифские памятники на Нижнем Дону, в Приднепровье, Западной Украине, Крыму и Северо-Западном Кавказе. В 1981 году участвовал в работе советско-германской экспедиции под эгидой Института археологии АН УССР и Геттингенского университета при поддержке Немецкого научно-исследовательского общества. В 1979—1986 годах экспедиция под руководством Б. Н. Мозолевского, В. Ю. Мурзина и Р. Ролле доисследовала раскопанный XIX в. И. Е. Забелиным курган Чертомлык. С 1980 по 1995 год был в составе Келермесской экспедиции Эрмитажа в Адыгее, с 1984 года в качестве её руководителя. В 1996 году защитил докторскую диссертацию «Хронография Европейской Скифии VII—IV вв. до н. э.». С 1980 года работает в Отделе истории первобытной культуры (ныне Отдел археологии Восточной Европы и Сибири) Государственного Эрмитажа. С 1998 года является заведующим этого отдела.
В 1980-х годах читал курс по скифской археологии в ЛГУ.

### Премии
Премия им. И. Е. Забелина (РАН) за монографию «Хронография Европейской Скифии VII—IV вв. до н.э.

## Научная деятельность
Основная область научных интересов — скифская история, культура и археология.
В коллективной монографии А. Ю. Алексеева, В. Ю. Мурзина и Р. Ролле, вышедшей на русском (Алексеев и др. 1991) и немецком языках (Rolle et al. 1998), отражены результаты доисследования кургана Чертомлык, осуществленного в ходе советско-германской экспедиции в 1979—1986 годов.
Монография «Киммерийцы: этнокультурная принадлежность» состоит из двух частей. Первая глава, написанная С. Р. Тохтасьевым, рассматривает античную литературную традицию о киммерийцах, вторая, написанная А. Ю. Алексеевым и Н. К. Качаловой, — археологические аспекты киммерийской проблемы. Вопреки мнению о киммерийской принадлежности «предскифских» — черногоровско-новочеркасских — памятников Восточной Европы, авторы приходят к выводу об идентичности киммерийской и скифской археологических культур.
В работе «Хронография Европейской Скифии VII—IV веков до н. э.» (2003), изданной на основе докторской диссертации, разработана периодизация скифской культуры и уточнена хронология многих археологических памятников, в том числе «царских» курганов, рассмотрены проблемы политической, этнической и военной истории скифов.
В коллективной монографии «Евразия в скифскую эпоху: радиоуглеродная и археологическая хронология» рассматриваются проблемы хронологии и периодизации памятников Скифии I тыс. до н. э. Сопоставляются данные естественно-научных (радиоуглеродный, дендрохронологический) и археологического методов датировки. Приведен наиболее полный перечень радиоуглеродных датировок скифских памятников.
Монография «Скифский царский Александропольский курган IV в. до н. э. в Нижнем Поднепровье» (2018), написанная в соавторстве с С. В. Полиным, посвящена публикации и анализу материалов скифского царского Александропольского кургана IV в. до н. э. Памятник был впервые раскопан А. В. Терещенко и А. Е. Люценко в 1852—1856 годах и доисследован Скифской Степной археологической экспедицией Института археологии НАН Украины под руководством С. В. Полина в 2004—2009 годах. В научный оборот введена полная информация о раскопках в 1852—1856 и 2004—2009 годов. В итоге Александропольский курган датируется в пределах 330—300 годов до н. э., согласно А. Ю. Алексееву, и 340—330 годов до н. э., по мнению С. В. Полина.

## Основные работы

### Монографии
- Чертомлык (скифский царский курган IV в. до н. э.). Киев: Наукова думка, 1991. 410 с. (соавторы Мурзин В. Ю., Ролле Р.)
- Скифская хроника: (Скифы в VII—IV вв. до н. э.: Историко-археологический очерк). СПб: Петербургкомстат, 1992. 206 с.
- Киммерийцы: этнокультурная принадлежность. СПб.: ИИИ «Ермаков», 1993. (соавторы Качалова Н. К., Тохтасьев С. Р.)
- Königskurgan Čertomlyk: Ein skythischen Grabhügel des 4. Vorchristlichen Jahrhunderts: Bd. 1-3. Mainz, 1998. (Hamburger Forschungen zur Archäologie ; Bd. 1) (Rolle R., Murzin V. Y.)
- Nomades des steppes: Les Scythes VII—III e siècle av. J.-C. Paris, 2001 (avec Barkova L. L., Galanina L. K.)
- Хронография Европейской Скифии VII—IV вв. до н. э. СПб., 2003. 426 с.
- Евразия в скифскую эпоху: радиоуглеродная и археологическая хронология. СПб., 2005. (участие в коллективной монографии)
- Золото скифских царей в собрании Эрмитажа. СПб.: Изд-во Гос. Эрмитажа, 2012. 271 с.
- The gold of the Scythian kings in the Hermitage collection: [art book]. St. Petersburg: The State Hermitage publ., 2012. 271 с.
- Скифский царский Александропольский курган IV в. до н. э. в Нижнем Поднепровье. Киев, Берлин: Видавець Олег Філюк, 2018. 930 с. (соавтор Полин С. В.)

### Избранные статьи
- О скифском Аресе // АСГЭ. 1980. Вып. 21. С. 39-47.
- К вопросу о дате сооружения Чертомлыкского кургана: по керамическим материалам // АСГЭ. 1981. Вып. 22. С. 75-83.
- О месте Чертомлыкского кургана в хронологической системе погребений скифской знати IV—III вв. до н. э.: по бляшкам-аппликациям и наконечникам стрел // АСГЭ. 1984. Вып. 25. С. 65-75 .
- Хронография Скифии второй половины IV в. до н. э. // АСГЭ. 1987. Вып. 28. С. 38-51.
- Хронология и хронография Причерноморской Скифии V в. до н. э. // АСГЭ. 1991. Вып. 31. С. 43-56.
- Этюд об акинаках // Клейн Л. С. Археологическая типология. Л., 1991. С. 271—280.
- Великая Скифия или две Скифии? // Скифия и Боспор: мат-лы конф. памяти акад. М. И. Ростовцева. Новочеркасск, 1993. С. 28-38.
- Скифские цари и «царские» курганы V—IV вв. до н. э. // ВДИ. 1996. № 3. С. 99-113.
- The Scythians: Asian and European // The Golden Deer of Eurasia: Scythians and Sarmatian Treasures from the Russian Steppes. New York, 2000. P. 41-47.
- Греческие амфоры из Краснокутского кургана // РА. 2001. № 4. С. 69-76.
- Скифы: легенды и история // Золотые олени Евразии. СПб., 2002. С. 35-45. (соавтор Королькова Е. Ф.)
- Скифы — азиаты и европейцы // Золотые олени Евразии. СПб., 2003. С. 33-39.
- Скифы // Античное наследие Кубани. М., 2010. Т. 1. С. 236—259 (соавтор Рябкова Т. В.)
- Костромские курганы // БРЭ. М., 2010. Т. 15. С. 484.
- Куль-Оба // БРЭ. М., 2010. Т. 16. С. 306.
- О радиоуглеродном датировании скифских курганов Северного Причерноморья // АСГЭ. 2015. Вып. 40. С. 88-98.
- Шлем «кубанского» типа из келермесского кургана (раскопки 1993 г.) // Нижневолжский археологический вестник. 2019. Т. 18. № 2. С. 221—234[4][5].